# Donnie Wahlberg
 (février 2023).
Si vous disposez d'ouvrages ou d'articles de référence ou si vous connaissez des sites web de qualité traitant du thème abordé ici, merci de compléter l'article en donnant les références utiles à sa vérifiabilité et en les liant à la section « Notes et références ».
Pour les articles homonymes, voir Wahlberg.
Donald Edmond Wahlberg, Jr., connu sous le nom de Donnie Wahlberg, est un acteur et compositeur américain, né le 17 août 1969 à Boston, dans le Massachusetts (États-Unis).

## Biographie

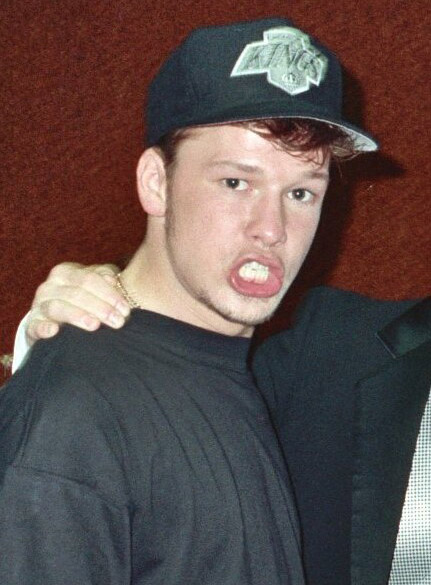
Donnie Wahlberg en 1990.

Fils d'Alma et de Donald Wahlberg, il grandit à Dorchester, un quartier ouvrier de Boston.
Il fait partie du célèbre boys band américain les New Kids on the Block dans les années 1980-1990, puis à partir de leur reformation en 2008.
Il est le frère aîné de Mark Wahlberg (1971). Ce dernier, décidant de laisser derrière lui son existence de voyou, reçoit l'aide de Donnie, lui permettant de développer son talent musical au sein d'un groupe de hip-hop, Marky Mark and the Funky Bunch, qui sort deux albums remportant un certain succès aux États-Unis. 
La carrière d'acteur de Donnie débute en 1996 avec Bullet, mais c'est avec les rôles du patient de Bruce Willis dans Sixième Sens, dans la séquence du début, et du lieutenant Lipton dans Frères d'armes, qu'il se fait remarquer.
Par la suite, il est vu dans des films tels que Saw 2, Saw 3 et Saw 4, Dreamcatcher, La Loi et l'ordre et des séries télévisées comme Boomtown, Kill Point : Dans la ligne de mire .
En 2010 il rejoint la distribution d'une nouvelle série : Blue Bloods dans le rôle du tempétueux inspecteur Danny Reagan.
Il repart en tournée en 2010 avec les NKOTB puis à nouveau en 2011, dont la tournée s'appelle NKOTBSB car les Backstreet Boys les rejoignent (sauf Kevin Richardson).
Le nouvel album des NKOTB est sorti le 2 avril 2013, il s'intitule 10. S'en suivra une tournée où le groupe sera accompagné des "Boys II Men" et des "98 Degrees".

### Vie privée
Il divorce en 2008 après 9 ans de mariage avec Kim Fey et a deux enfants, Xavier Alexander Wahlberg (4 mars 1993) et Elijah Hendrix Wahlberg (20 août 2001). Depuis avril 2013, Donnie est en couple avec l'actrice américaine Jenny McCarthy. Le couple se fiance en avril 2014 et se marie fin août 2014.
Le 10 juillet 2009, Donnie Wahlberg se voit attribuer une étoile sur le célèbre Walk of Fame d'Hollywood Boulevard.

## Filmographie

### Comme acteur
- 1996 : Bullet : Big Balls
- 1996 : La Rançon (Ransom) : Cubby Barnes
- 1997 : Black Circle Boys : Greggo
- 1998 : Butter : Rick Damon
- 1998 : Le Métro de l'angoisse (The Taking of Pelham One Two Three) (téléfilm) : M. Grey
- 1998 : Body Count : Booker
- 1998 : Southie : Danny Quinn
- 1999 : Purgatory (téléfilm) : Le shérif-adjoint Glen / Billy the Kid
- 1999 : Sixième Sens (The Sixth Sense) : Vincent Grey
- 2000 : Diamond Men : Bobby Walker
- 2000 : Bullfighter : Chollo
- 2001 : Big Apple (série télévisée) : Chris Scott
- 2001 : Frères d'armes (Band of Brothers) (feuilleton TV) : Le sous-lieutenant C. Carwood Lipton
- 2002 : Triggermen : Terry Malloy
- 2003 : Dreamcatcher : L'Attrape-rêves : Douglas « Duddits » Cavell
- 2003 : Boomtown (série télévisée) : L'inspecteur Joel Stevens
- 2005 : N.Y.-70 (téléfilm) : L'inspecteur Mike Ryan
- 2005 : Marilyn Hotchkiss' Ballroom Dancing and Charm School de Randall Miller : Randall Ipswitch
- 2005 : Saw 2 : Eric Matthews
- 2006 : Saw 3 : Eric Matthews
- 2006 : Annapolis : Le lieutenant Burton
- 2006 : Destination 11 Septembre (The Path to 9/11) (téléfilm) : Kirk, l'agent de la CIA
- 2006 : Runaway (série télévisée) : Paul
- 2007 : Kings of South Beach (téléfilm) : Andy Burnett
- 2007 : Dead Silence : L'inspecteur Jim Lipton
- 2007 : Kill Point : Dans la ligne de mire (The Kill Point) (série télévisée) : Horst Cali
- 2007 : Saw 4 : Eric Matthews
- 2008 : La Loi et l'Ordre (Righteous Kill) : L'inspecteur Riley
- 2008 : Boston Streets (What Doesn't Kill You) : L'inspecteur Moran
- 2009 : Bunker Hill (téléfilm) : L'inspecteur Mike Moriarty
- 2010 : Rizzoli & Isles (série télévisée) : Le lieutenant Joe Grant
- 2010–2024 : Blue Bloods (série télévisée) : Daniel « Danny » Reagan
- 2011 : Zookeeper : Shane

### Comme scénariste
- 2008 : Boston Streets (What Doesn't Kill You) de Brian Goodman

### Comme producteur
- 2013 : Boston's finest

### Comme compositeur
- 1993 : Form... Focus... Fitness, the Marky Mark Workout (vidéo)

## Distinctions

### Nominations
- 66e cérémonie des Primetime Emmy Awards 2014 : meilleur programme de télé réalité non-structuré pour Wahlburgers (2014-) partagée avec Mark Wahlberg (Producteur délégué), Stephen Levinson (Producteur délégué), Rasha Drachkovitch (Producteur délégué), Archie Gips (Producteur délégué), David Hale (Producteur délégué), Lily Neumeyer (Producteur délégué), Devon Graham (Producteur délégué), Brian Spoor (Coproducteur délégué) et Brittany A. Little (Producteur exécutif).
- 67e cérémonie des Primetime Emmy Awards 2015 : meilleur programme de télé réalité non-structuré pour Wahlburgers (2014-) partagée avec Mark Wahlberg (Producteur exécutif), Stephen Levinson (Producteur délégué), Rasha Drachkovitch (Producteur délégué), Archie Gips (Producteur délégué), David Hale (Producteur délégué), Lily Neumeyer (Producteur délégué), Devon Graham (Producteur délégué), Brian Spoor (Coproducteur délégué), Trevor Baierl (Coproducteur délégué) et Brittany A. Little (Producteur exécutif).

## Voix françaises
- Thierry Ragueneau dans [2]: 
  - Big Apple (série télévisée)
  - Boomtown (série télévisée)
  - Petites arnaques entre amis
  - Runaway (série télévisée)
  - Kill Point : dans la ligne de mire (série télévisée)

- Renaud Marx dans : 
  - Saw 2
  - Saw 3
  - Dead Silence
  - Saw 4
  - La Loi et l'Ordre

Et aussi
- Bernard Gabay dans Sixième Sens
- Jean-Jacques Nervest dans Frères d'armes (série télévisée)[2]
- Philippe Siboulet dans Dreamcatcher
- Loïc Houdré dans Blue Bloods (série télévisée)[2]
- David Krüger dans Zookeeper